# Лук остроконечный
Лук остроконечный (лат. Allium acuminatum) — вид многолетних травянистых растений рода Лук (Allium) семейства Амариллисовые (Amaryllidaceae).
В диком виде произрастает на северо-западе США и в Британской Колумбии.

## Ботаническое описание
Многолетнее травянистое растение, 12—30 см высотой. Листья линейные. Цветки до 1 см длиной, ярко-розовые, собраны по 12—30 в зонтик.

## Хозяйственное значение и применение
Может быть использован в качестве декоративного растения.